# Ankh

Um ankh

O ankh ou chave da vida é um antigo símbolo hieroglífico egípcio usado na arte e na escrita egípcias para representar a palavra «vida» e, por extensão, é símbolo da própria vida.
O ankh tem uma forma de cruz, mas com um laço em forma de lágrima na parte superior da linha vertical da mesma. As origens do símbolo não são conhecidas, embora tenham sido propostas muitas hipóteses e teorias. Foi usado na escrita como um sinal triliteral, representando uma sequência de três consoantes, Ꜥ-n-ḫ. Esta sequência foi encontrada em várias palavras egípcias, incluindo as palavras que significam «espelho», «buquê floral» e «vida». Na arte, o símbolo aparecia frequentemente como um objeto físico que representava a vida, vivacidade ou substâncias como o ar e a água, que estão intimamente relacionadas com a dimensão vital. É comum encontrá-la nas mãos de antigas divindades egípcias, ou a ser dada por elas ao faraó, para representar o seu poder de sustentar a vida e reviver as almas humanas na vida após a morte.
O ankh era um dos motivos decorativos mais comuns no antigo Egito e era também usado decorativamente pelas culturas vizinhas. Os cristãos coptas adaptaram-na na crux ansata, uma forma com um laço circular em vez de oval, e usaram-na como uma variante da cruz cristã. O ankh entrou em uso generalizado na cultura ocidental na década de 1960, e é frequentemente usado como um símbolo da identidade cultural egipcia, dos sistemas de crenças neopagãos e da subcultura gótica.

## Uso na escrita
Na escrita hieroglífica egípcia antiga, o ankh era um sinal triliteral: aquele que representava uma sequência de três sons consonantais. O ankh representava a sequência Ꜥ-n-ḫ, onde n é pronunciado como o n em português, Ꜥ é uma fricativa faríngea sonora e ḫ é uma fricativa velar surda ou sonora (sons não encontrados em português). Na língua egípcia, essas consoantes foram encontradas no verbo que significa "viver", o substantivo que significa "vida", e palavras derivadas delas, como sꜤnḫ, que significa "causar a vida" ou "nutrir"; Ꜥnḫ evoluiu para ⲱⲛϩ (onh) no estágio copta da língua. O sinal é conhecido em inglês como "ankh", com base na pronúncia hipotética da palavra egípcia, ou como "chave da vida", com base em seu significado.
Um dos usos comuns da palavra Ꜥnḫ era expressar um desejo de que uma determinada pessoa vivesse. Por exemplo, uma frase que significa algo como "que você esteja saudável e vivo" foi usada em contextos educados, semelhantes à frase em inglês "se você por favor", e a frase Ꜥnḫ wḏꜣ snb, que significa "vivo, sadio e saudável", foi usado como um honorífico para o faraó quando ele foi mencionado por escrito. A palavra egípcia para "juramento" também era Ꜥnḫ, porque os juramentos no antigo Egito começaram com uma forma da palavra "vivo".
As mesmas consoantes foram encontradas na palavra para "espelho" e na palavra para buquê floral, de modo que o sinal também foi usado para escrever essas palavras. As três consoantes também compõem a palavra para um objeto em forma de corda enrolado encontrado em diversas ilustrações em caixões do Império Médio (c. 2050–1650 a.C.). Os egiptólogos Battiscombe Gunn e Alan Gardiner, no início do século XX, acreditavam que esses objetos tinham sido tiras de sandálias, uma vez que aparecem aos pares ao pé do caixão e os textos que os acompanham dizem que os objetos estão "no chão sob os pés dele".

## Origens

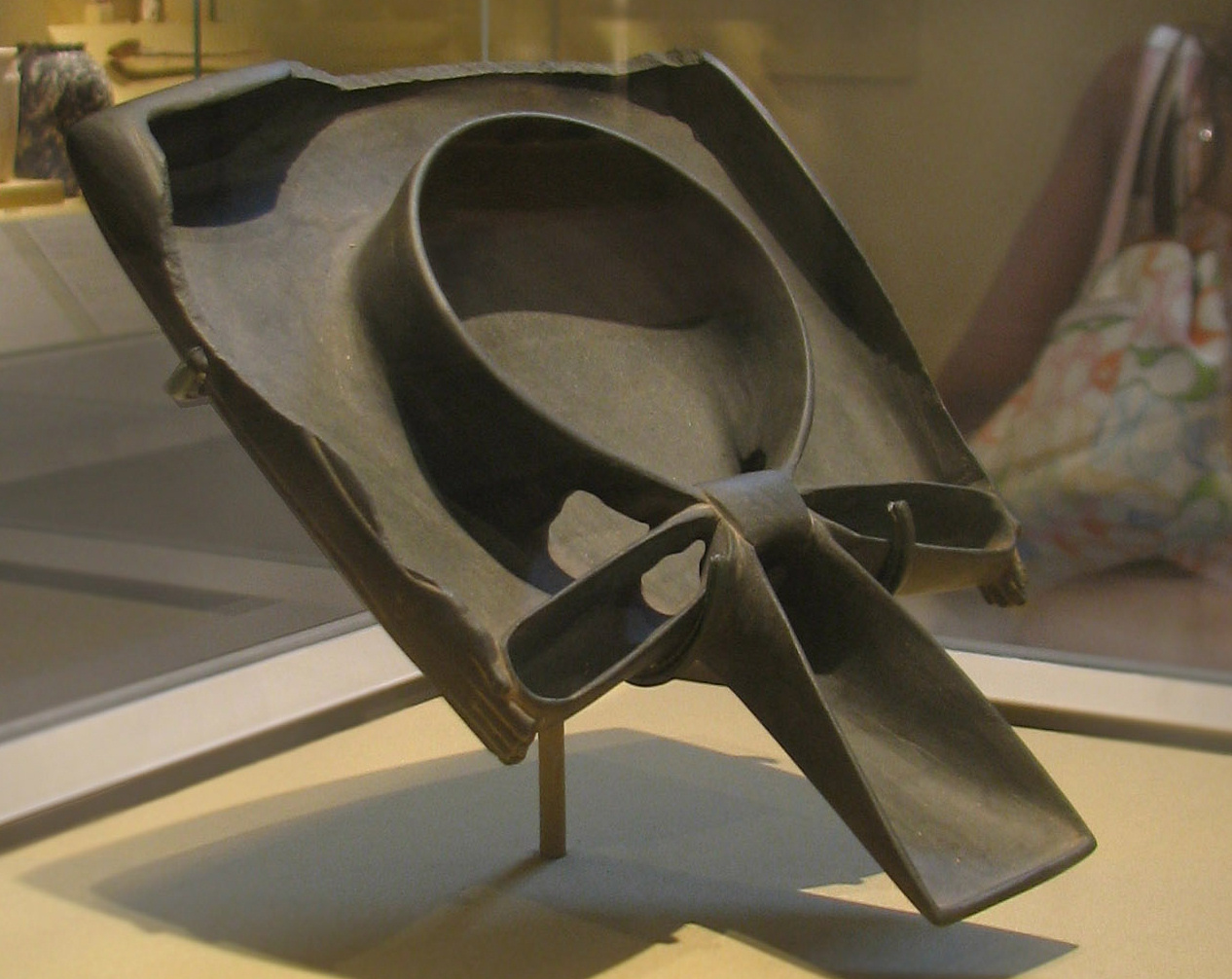
Prato de pedra da Primeira Dinastia em forma de ankh abraçado por um par de braços representando o ka

Os primeiros exemplos do sinal ankh datam da Primeira Dinastia (c. século 30 a 29 a.C.). Há pouco consenso sobre qual objeto físico o signo originalmente representava.
Muitos estudiosos acreditam que o sinal é um nó formado por um material flexível, como um pano ou junco, como as primeiras versões do sinal mostram a barra inferior do ankh como dois comprimentos separados de material flexível que parecem corresponder às duas extremidades do nó. Essas primeiras versões têm uma semelhança com o símbolo tyet, um sinal que representava o conceito de "proteção". Por essas razões, os egiptólogos Heinrich Schäfer e Henry Fischer pensavam que os dois signos tinham uma origem comum, e consideravam o ankh como um nó que era usado como amuleto e não para qualquer propósito prático.

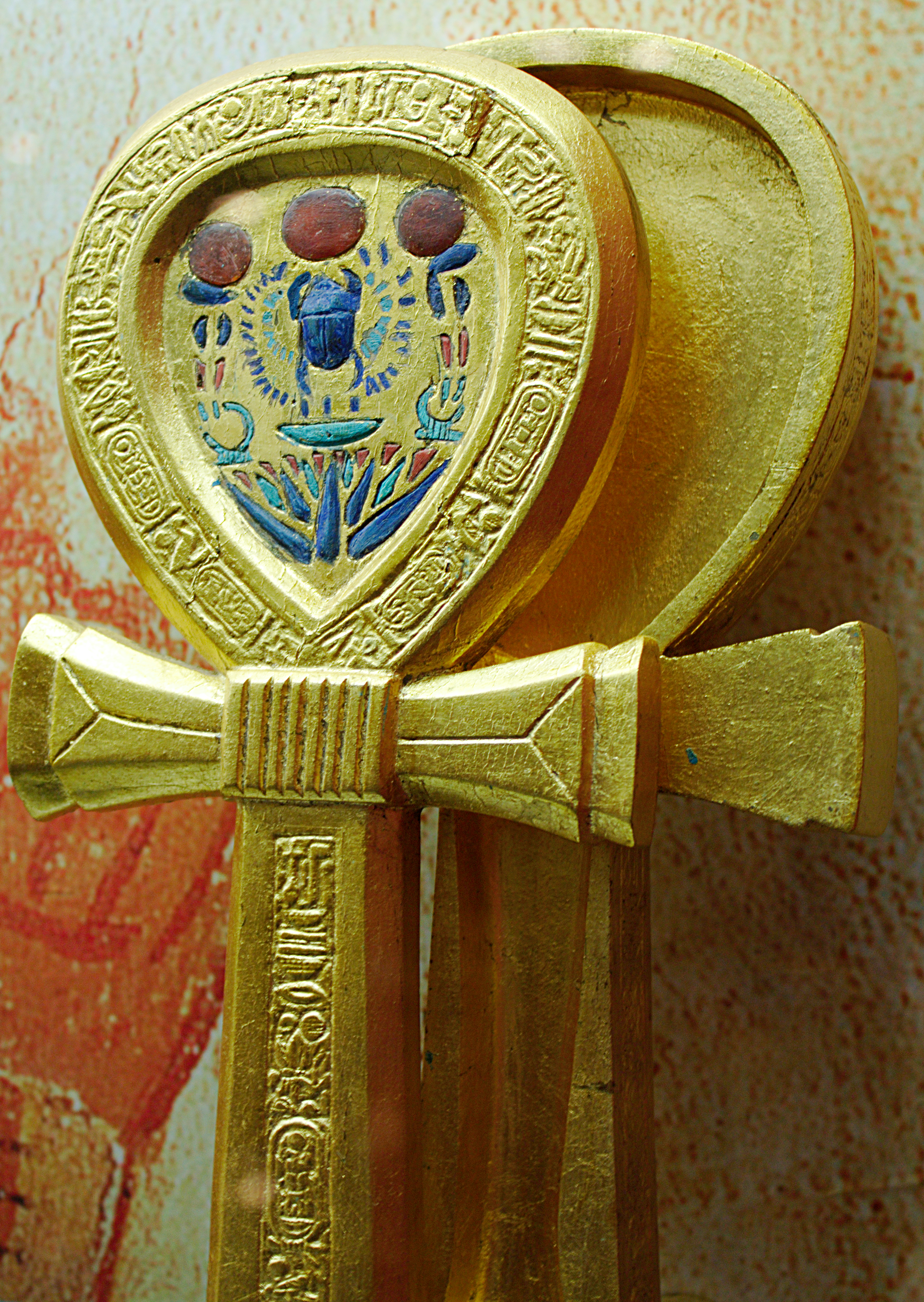
Caixa para espelho com a forma de uma encontrada na Tumba de Tutankhamun

A escrita hieroglífica usava sinais pictóricos para representar sons, de modo que, por exemplo, o hieróglifo de uma casa poderia representar os sons p-r, que eram encontrados na palavra egípcia para "casa". Essa prática, conhecida como princípio do rebus, permitiu que os egípcios escrevessem as palavras para coisas que não podiam ser retratadas, como conceitos abstratos. Gardiner acreditava que o ankh se originou dessa maneira. Ele apontou que as ilustrações de tiras de sandália nos caixões do Império Médio se assemelham ao hieróglifo, e argumentou que o sinal originalmente representava nós como esses e passou a ser usado na escrita de todas as outras palavras que continham as consoantes Ꜥ-n-ḫ. A lista de sinais hieroglíficos de Gardiner rotula o ankh como S34, colocando-o na categoria de itens de vestuário e logo após S33, o hieróglifo de uma sandália. A hipótese de Gardiner ainda é atual; James P. Allen, em um livro introdutório sobre a língua egípcia publicado em 2014, assume que o sinal originalmente significava "alça de sandália" e o usa como um exemplo do princípio rebus na escrita hieroglífica.

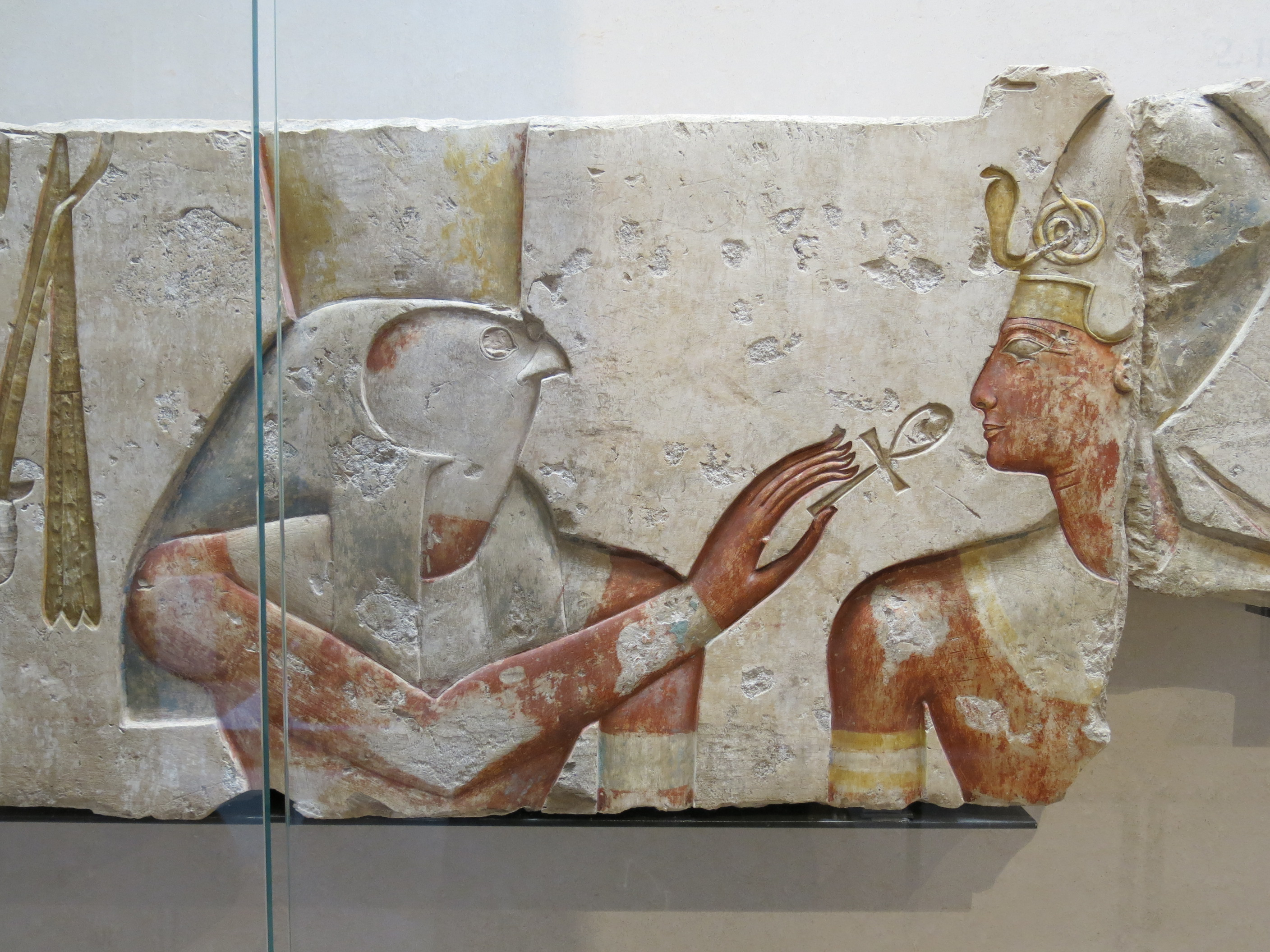
O faraó Ramsés recebe a chave da vida

Vários autores argumentaram que o sinal originalmente representava algo diferente de um nó. Alguns sugeriram que tinha um significado sexual. Por exemplo, Thomas Inman, um mitólogo amador do século XIX, pensava que o signo representava os órgãos reprodutores masculino e feminino, unidos em um único signo. Victor Loret, um egiptólogo do século XIX, argumentou que "espelho" era o significado original do sinal. Um problema com esse argumento, que Loret reconheceu, é que as divindades são frequentemente mostradas segurando o ankh por seu laço, e suas mãos passam por ele onde estaria a superfície refletora sólida de um espelho em forma de ankh. Andrew Gordon, um egiptólogo, e Calvin Schwabe, um veterinário, argumentam que a origem do ankh está relacionada a dois outros sinais de origem incerta que muitas vezes aparecem ao lado dele: o cetro was, representando "poder" ou "domínio", e o pilar djed, representando "estabilidade". De acordo com essa hipótese, a forma de cada signo é extraída de uma parte da anatomia de um touro, como alguns outros signos hieroglíficos que se sabe serem baseados em partes do corpo de animais. Na crença egípcia, o sêmen estava conectado com a vida e, até certo ponto, com "poder" ou "domínio", e alguns textos indicam que os egípcios acreditavam que o sêmen se originava nos ossos. Portanto, Gordon e Schwabe sugerem que os sinais são baseados em partes da anatomia do touro através das quais se pensava que o sêmen passava: o ankh é uma vértebra torácica, o djed é o sacro e as vértebras lombares, e o was é o pênis seco do touro.